# Hieronim Augustyn Lubomirski
Hieronim Augustyn Lubomirski, född 1647, död 20 april 1706, polsk militär, storkronofältherre. Ledde den polska kronarmén i slaget vid Kliszów 1702.